# Manifestations de 2019 en Équateur
Des manifestations équatoriennes en 2019 ont eu lieu en réaction à des mesures d'austérité, du 2 au 13 octobre 2019. La mesure a déclenché les plus importantes manifestations de l’histoire contemporaine du pays. 

## Chronologie
Le président Lenin Moreno présente le 1er octobre 2019 un accord avec le Fonds monétaire international (FMI). Celui-ci prévoit la réduction de 20 % des salaires des contractuels dans le secteur public, la suppression de 15 des 30 jours de congés payés annuels des fonctionnaires et l'obligation pour eux de travailler un jour par mois sans rémunération. Les prix du carburant sont augmentés de près de 125 %, alors que les impôts sur la sortie des capitaux du territoire sont diminués, une mesure bénéficiant essentiellement aux plus riches,.
La Confédération des nationalités indigènes de l'Équateur, ainsi que plusieurs syndicats, appellent le 2 octobre 2019 à la grève. Les manifestants indigènes demandent aussi la fin des concessions minières ou encore la défense de l’agriculture familiale. « Cette explosion sociale est liée à la déflation des produits agricoles ces deux dernières années. La baisse des prix des aliments affecte les conditions de vie des communautés indigènes, surtout dans la Sierra centrale, qui sont des producteurs pour le marché interne », explique Pablo Iturralde, chercheur au Centre des droits économiques et sociaux (CDES)[réf. souhaitée].
Le pays entier a été paralysé. Au vu des incidents dans Quito, le président et son gouvernement se réfugient 8 octobre 2019 à Guayaquil, réputée plus conservatrice. La maire de la ville a fait fermer le pont donnant accès à celle-ci pour interdire le passage aux manifestants. Les autorités ont affirmé que le parti de la Révolution citoyenne de Rafael Correa instrumentalisait les manifestations, allant jusqu’à affirmer que la guérilla colombienne des FARC était infiltrée parmi les manifestants. « Pas le moindre doute, explique ainsi le président Moreno, le fou [Rafael Correa] pilote tout ceci à partir du Venezuela car il sait bien qu’il est dans le viseur de la justice. » La ministre de l’Intérieur a aussi affirmé que la couverture des manifestations par la chaine RT en espagnol attirait son attention : « Nous allons devoir faire la lumière sur beaucoup de choses », a-t-elle déclaré (la chaine sera finalement suspendue à la mi novembre[réf. nécessaire]). Les médias proposant une couverture favorable des manifestations ont été fermés (tels que Pichicha Universal) mais la plupart ont soutenu l'action du gouvernement.
Le gouvernement a instauré l’état d’urgence, qui lève diverses garanties constitutionnelles et autorise les forces armées à réprimer les mobilisations. Un couvre-feu a également été imposé à Quito. Le ministre de la Défense, Oswaldo Jarrín, a déclaré : « Les actes criminels ou terroristes seront réprimés par la force. (…) Que nul n’oublie que les forces armées peuvent se prévaloir d’une expérience concrète de la guerre. »
La répression contre les manifestants, dans ce pays traditionnellement pacifique, a choqué. Le mouvement indigène a rencontré une solidarité inattendue dans les villes. À Quito, plusieurs universités et un grand nombre d’habitants ont hébergé les milliers de marcheurs venus des campagnes. Cependant, les réseaux sociaux ont été inondés de commentaires racistes, tandis que l’ex-maire de Guayaquil Jaime Nebot, pressenti pour être le candidat à la présidence pour le Parti social-chrétien (droite), a affirmé pendant les mobilisations qu’il « recommandait » aux Amérindiens de retourner dans leurs montagnes.

## Conséquences
Le président a défendu au cours des premiers jours sa réforme, qu'il qualifie de « courageuse », et réaffirmer son intention d'en finir avec des subventions qui constitueraient une « incitation à la flemmardise ». Le décret a finalement été retiré le 13 octobre 2019, ce qui a mis fin au mouvement contestataire.
10 morts, plus de 1 300 blessés et près de 2 000 arrestations sont recensés. Les proches de l'ex-président Rafael Correa sont également visés par la répression : un député, une gouverneure et une ex-maire membres de son mouvement sont arrêtés, accusés de conspiration. Quatre autres députés se sont réfugiés à l’ambassade du Mexique pour demander l’asile, dont Gabriela Rivadeneira, l'ancienne présidente de l'Assemblée nationale.
La Confédération des nationalités indigènes de l'Équateur (Conaie), fer de lance des manifestations, réunit un « Parlement populaire de peuples et d’organisations sociales » afin de remettre « des propositions économiques pensées pour le pays ».

## Contexte

### Équateur
En 2019, l’Équateur a déjà connu des manifestations d'étudiants en médecine, du 1er mai au 7 septembre, pour protester contre une réduction de leurs bourses d'études décidée par les ministères de la Santé et du Travail. Le gouvernement a accepté de ne pas réduire leurs bourses le 4 septembre.

### International
Les manifestations équatoriennes se produisent dans un contexte plus général d’essors des manifestations d'ampleur à l'échelle internationale depuis la fin de l’année 2018.
En Amérique latine, elles ont lieu deux mois après une contestation féministe au Mexique et sensiblement en même temps que des manifestations au Chili (en réaction aux inégalités socio-économiques), en Bolivie (à la suite de la réélection contestée d’Evo Morales), au Honduras, en Colombie et qu’un mouvement de moindre ampleur en Argentine (contre la politique économique et sociale du gouvernement).
Le 24 octobre, Luis Almagro, secrétaire général de l'Organisation des États américains, dénonce le rôle supposé de Cuba et du Venezuela dans la vague de « déstabilisations » que connaissent l’Équateur, la Colombie et le Chili : « Les brises du régime bolivarien impulsées par le madurisme et le régime cubain portent de la violence, des saccages, de la destruction, et l’intention politique d’attaquer directement le système démocratique et de forcer l’interruption des mandats constitutionnels. » Cinq jours plus tard, il félicite le président Lenín Moreno pour la façon dont il a affronté le mouvement social.
Les dirigeants conservateurs de l’Argentine (Mauricio Macri), du Brésil (Jair Bolsonaro), de la Colombie (Iván Duque), du Salvador (Nayib Bukele), du Guatemala (Alejandro Giammattei), du Pérou (Martín Vizcarra) et du Paraguay (Mario Abdo) apportent leur soutien à Lenin Moreno dans une déclaration conjointe, exprimant leur rejet de « toute tentative de déstabilisation des régimes démocratiques légitimement constitués ». Le président autoproclamé du Venezuela, Juan Guaidó, fait de même, ajoutant : « Nous sommes en train d’essayer de localiser Rafael Correa, au cas où il serait encore au Venezuela. »